# سفارة فرنسا في فانواتو
سفارة فرنسا في فانواتو هي أرفع تمثيل دبلوماسي لدولة فرنسا لدى فانواتو. تقع السفارة في بورت فيلا وهي تهدف لتعزيز المصالح الفرنسية في فانواتو.

## وصلات خارجية
- الموقع الرسمي
- قائمة سفارات فرنسا
- قائمة السفارات في فانواتو